# 風飛砂幫
風飛砂幫，是台灣新竹地區的在地黑社會團體，性質上屬於本省掛角頭團體，主要活動在新竹地區，據點遍佈新竹縣市。約於1960年代草創，與幫眾甚多的三光幫不同，其成員不多，惟早期新竹地區有油水利益之處，多為其成員把持。早年警方及媒體多稱為「風飛沙派」，並因撰文者的使用習慣不同也被寫作「風飛砂」。
近年來該團體成員在出席公開場合，以及成員接受媒體採訪時亦表示正確文字應為「砂」，因此現今警方及媒體逐漸統一稱該角頭團體為「風飛砂幫」。

## 略史
依據媒體報導，風飛砂幫成立於1964年4月間，初期成立人數約有20至40人之間，該幫成員以新竹俗稱「風城」為名，並依台灣俗語自稱為「風飛砂」，聚集成員逐漸形成一個角頭團體。風飛砂幫在1960年代前後就已發生多起鬥毆、械鬥、兇殺等暴力犯罪事件，在1970年代左右，風飛砂幫則以綽號「賣茶黑仔」的宋姓角頭為首，被視為風飛砂幫的主事核心。
1984年4月，幫內成員洪國華夥同郭江南雇請竹聯幫殺手劉煥榮、游國麟槍殺新竹客雅一山幫大哥張德憶並棄屍湖口公墓，隨後洪逃亡期間，為免郭供出案情，夥同他人將郭射殺滅口，手法凶殘震驚社會。
同年11月，台灣政府施行「一清專案」全國大掃黑，幫內要角「擺仔」黃廷欽遭掃黑逮捕入獄，並於1987年參與綠島岩灣監獄暴動事件而間接使得風飛砂幫聲名大噪，白猴亦於一清專案入獄管訓，1988年一清專案結訓後赴中國大陸沿海經商。
1999年6月，風飛砂幫圍堵十三神鷹幫角頭郭敬宏，其中風飛砂潘姓成員反遭郭敬宏砍死，使得雙方在數月間不停相互火拼砍殺。同年8月郭敬宏在新竹市寶山路吃宵夜後，遭兩名蒙面槍手開槍射殺，新竹警方認為和雙方黑道火拼復仇相當有關，針對風飛砂幫與十三神鷹幫展開掃黑行動。
2004年8月25日，幫內要角馮俊逸夥同小弟莊志傑涉嫌槍殺同樣具有黑道背景的民進黨新竹市黨部執行委員趙渭濱11槍，並於同年12月8日遭警方逮捕入獄，警方查出因幫內綽號「老猴文」的魏姓老大與趙渭濱前因不動產買賣糾紛，相約於某派出所商談和解事宜，遭死者當眾掌摑而復仇行兇。
2005年，風飛砂年輕成員李家榮為快速闖出名號，在幫內老大默許下從網路號召青少年組成飆車族「YY車隊」，透過網路及通訊軟體聯繫進行飆車、恐嚇、隨機砍人等犯罪事項，並與敵對「十三神鷹幫」旗下的青少年飆車族「颱風」發生多次械鬥，影響新竹市治安甚鉅。2006年間，新竹市警方迫於輿論壓力，大動作針對新竹市飆車族進行掃蕩，逮捕多位成員而瓦解飆車族勢力。
2007年12月，中生代要角「大胖興仔」鄭興傳因土地利益糾紛，遭黑幫份子劉仲達槍殺身亡，因案發現場僅距離警察局50公尺而引起政府高度關注，同時查獲風飛砂幫份子已深入新竹市都市更新地產、砂石業。
2018年6月27日，三光幫成員「龜仔」黃克樑為風飛砂大姐頭「猴母」協調債務糾紛不成，槍殺新北市角頭「五股國」游國興，隨後舉槍自戕震驚社會。並由媒體追蹤披露，「猴母」為風飛砂掌權老大「小隻猴」劉姓角頭的妻子，夫妻在新竹地區經營賭場頗具盛名，是許多黑幫成員的金主。
2019年9月12日，刑事局偵一大隊與桃園市龍潭分局、八德分局、新竹縣新埔分局、維安特勤隊等組成專案小組，攻堅風飛砂幫風北會會長「阿棟」謝國棟在新竹縣新埔鎮的地下兵工廠，雙方發生槍戰駁火約百發子彈震驚社會，最終謝國棟棄械投降遭到逮捕。警方指出謝國棟為入獄中的風飛砂幫大老洪國華的手下，近年來在老大入獄後自稱為「竹北IS」並擁槍自重在道上竄起，因行事作風高調遭警方鎖定掃蕩，並查扣多把改造手槍及上百發子彈。
2020年8月，被視為風飛砂老大及精神領袖的「老猴文仔」魏錫文病逝。同年9月8日在新竹市東區公道五路舉辦盛大告別式，竹聯幫、四海幫、天道盟、北聯幫、松聯幫、飛鷹幫等知名幫派領導人皆親自前往致意，新竹各界以及在地知名角頭「三光幫」、「院口」、「十三神鷹」、「十六兄弟」等也到場參與告別式，現場約有5千人參與，場面及陣仗之大，也讓人咋舌，更讓警方不敢掉以輕心，採全程監控警戒以待。

## 成員
- 「賣茶黑仔」宋姓 -據聞為風飛砂幫創始角頭之一，也被稱為「新竹黑仔」、「粉鳥黑仔」等等，被視為是風飛砂幫的精神領袖[7]。1990年代初期病逝。
- 「白猴」 李子明 -風飛砂第二任老大，壯大風飛砂幫勢力的主要成員。1984年9月曾因涉槍擊案，為台灣新竹警方查獲持有美製左輪手槍及子彈，遭台灣當局一清專案掃黑入獄。嗣後赴中國沿海城市發展，返台後亦曾於1993年在新竹監獄短暫入獄數月。1994年將風飛砂幫導入企業化,公司化經營，事務所設於新竹市竹光路129巷自宅。1995年2月26日晚間於自宅遭槍擊身亡。
- 「老猴文仔」魏錫文 -輩份同「白猴」，皆為該幫要角，亦是新竹地區知名角頭。白猴遭狙殺身亡後由其接任老大一銜，在桃、竹、苗等地名聲亦相當響亮。近來亦有涉足不動產業。2020年8月10日因大腸癌病逝，享壽74歲。
- 「小隻猴」劉俊文 -「白猴」李子明逝世後，其與「老猴文」皆是風飛砂掌權者之一。在新竹經營賭場頗具盛名，其妻「猴母」亦被視為風飛砂幫內大姐頭。2021年7月病逝。
- 「擺仔」黃廷欽  -風飛砂知名大哥，其綽號因1977年受狙殺致不良於行而得名(「擺仔」意即跛腳之意)。一清專案遭掃黑入獄，並參與岩灣監獄暴動而聲名大噪。曾由陳水扁擔任辯護律師。
- 「阿國」洪國華 -風飛砂知名要角，犯下多起槍擊、教唆殺人等社會事件。涉足砂石、土方、酒店等生意。
- 「大胖興仔」鄭興傳  -中生代要角，涉足砂石、土方生意，2007年12月底遭槍殺身亡。

## 參閲
- 臺灣黑幫

## 外部連結
- 組織犯罪防制條例 （页面存档备份，存于）（繁體中文）